# Работ фон Плетенберг
Работ фон Плетенберг-Кесених (на немски: Raboth (Rabold, Ruprecht) von Plettenberg auf Kessenich; † пр. 3 август 1532) е благородник от стария Вестфалски род фон Плетенберг, господар на Кесених (част от Ойскирхен) в Северен Рейн-Вестфалия.
Работ фон Плетенберг е управител в Цюлпих, през 1497 г. получава Кесених, от 1499 до 1532 г. е служител в Бергхайм и дворцов майстер.

## Фамилия
Работ фон Плетенберг се жени 1490 г. за Маргарета фон Бинсфелд († сл. 1494/1497), дъщеря на Йоханес фон Бинсфелд и Ота (Ода) фон Бронкхорст цу Батенбург. Те имат две деца:
- Хеленберг фон Плетенберг, омъжена за Вилхелм фон Харф-Алсдорф († сл. 1537)
- Работ фон Плетенберг, господар на Драйборн (* ок. 1493; † 25 октомври 1542), женен 1513 г. за Маргарета фон Айненберг, наследничка на Ландскрон († сл. 19 май 1542), дъщеря на Куно Айненберг, господар на Ландскрон († 12 май 1523) и Маргарета фон Неселроде († ок. 1512)